# Sport à Åland
Le sport à Åland est pratiqué dans 49 différents complexes sportifs. Les établissements sont de haute qualité et permettent de s'exercer à un nombre important de différents sports :  Football (intérieur et extérieur), le hockey sur glace, le hockey en salle, le handball, la pétanque, la natation, le tennis de table, le judo, le bowling, le tir, le basket-ball, le badminton, le tennis, le golf, l'athlétisme, les sports équestres, la planche à voile, la voile, le volley-ball, le cyclisme, la gymnastique et le rugby.

## Disciplines

### Football
L'équipe d'Åland de football représente l'île lors des rencontres internationales.
Åland United (club féminin) et IFK Mariehamn (club masculin) sont les principaux clubs de football des îles. Ils jouent tous deux dans la division supérieure du football finlandais.

### Curling
Une patinoire réservée à la pratique du curling a ouvert à l'automne 2013.

### Pèche sportive
L'archipel des Åland propose un paysage unique d'iles, d'ilots, de baies et de côtes. Les eaux environnantes sont poissonneuses (truites, saumons, brocher, sandre...).

### Rugby
L'archipel possède une équipe de Rugby à XV évoluant en Division 1.

### Jeux des îles
Åland n'étant pas un état indépendant, les sportifs alandais participent sous les couleurs de la Finlande. Cependant Åland participe aux jeux des îles. Jeux qu'elle a organisés en 1991 et 2009. Avec 157 médailles d'or, 172 d'argent et 155 de bronze, Aland est l'un des participants les plus couronnés de succès.